# Rezolucja Rady Bezpieczeństwa ONZ nr 702
Rezolucja Rady Bezpieczeństwa ONZ nr 702 została przyjęta bez głosowania 8 sierpnia 1991 r.
Po przeanalizowaniu wniosków obydwu państw koreańskich o członkostwo w Organizacji Narodów Zjednoczonych, Rada zaleciła Zgromadzeniu Ogólnemu przyjęcie ich do swojego grona.

## Źródło
- UNSCR - Resolution 702